# Малък жълтоглав лешояд
Малкият жълтоглав лешояд (Cathartes burrovianus) е вид птица от семейство Cathartidae. Видът е незастрашен от изчезване.

## Разпространение
Разпространен е в Аржентина, Белиз, Боливия, Бразилия, Колумбия, Коста Рика, Еквадор, Ел Салвадор, Френска Гвиана, Гватемала, Гвиана, Хондурас, Мексико, Никарагуа, Панама, Парагвай, Перу, Суринам, Уругвай и Венецуела.